# Kanton Saint-Amant-Tallende
Der Kanton Saint-Amant-Tallende war bis 2015 ein französischer Wahlkreis im Arrondissement Clermont-Ferrand im Département Puy-de-Dôme, Region Auvergne-Rhône-Alpes, Frankreich. Er umfasste neun Gemeinden, Hauptort (chef-lieu) war Saint-Amant-Tallende. Vertreter im conseil général des Départements war zuletzt von 2008 bis 2015 Claude Graulière.

## Gemeinden
| Gemeinde                    | Einwohner Jahr | Fläche km² | Bevölkerungsdichte | Postleitzahl | Code INSEE |
| --------------------------- | -------------- | ---------- | ------------------ | ------------ | ---------- |
| Aydat                       | 2259 (2013)    | –          | – Einw./km²        | 63970        | 63026      |
| Chanonat                    | 1633 (2013)    | –          | – Einw./km²        | 63450        | 63084      |
| Cournols                    | 238 (2013)     | –          | – Einw./km²        | 63450        | 63123      |
| Le Vernet-Sainte-Marguerite | 312 (2013)     | –          | – Einw./km²        | 63710        | 63449      |
| Olloix                      | 318 (2013)     | –          | – Einw./km²        | 63450        | 63259      |
| Saint-Amant-Tallende        | 1771 (2013)    | –          | – Einw./km²        | 63450        | 63315      |
| Saint-Sandoux               | 929 (2013)     | –          | – Einw./km²        | 63450        | 63395      |
| Saint-Saturnin              | 1072 (2013)    | –          | – Einw./km²        | 63450        | 63396      |
| Saulzet-le-Froid            | 266 (2013)     | –          | – Einw./km²        | 63970        | 63407      |